# Aganacris velutina
Aganacris velutina är en insektsart som först beskrevs av Kirby, W.F. 1906.  Aganacris velutina ingår i släktet Aganacris och familjen vårtbitare. Inga underarter finns listade i Catalogue of Life.